# Брас, Давид
Давид Брас де Оливейра Фильо (порт. David Braz de Oliveira Filho ; 21 мая 1987, Гуарульюс, штат Сан-Паулу) — бразильский футболист, защитник клуба «Флуминенсе».

## Биография
Давид родился в Гуарульюс, Сан-Паулу. Окончил молодежную школу «Палмейраса». Он дебютировал в чемпионате 10 февраля 2007 года, заменив Дининьо в домашней ничьей (1:1) против «Брагантино» в Лиге Паулисте. Брас был регулярным игроком команды в Бразилейране после прибытия нового тренера Вандерлея Лушембурго. Однако после серии травм потерял место в составе.
19 января 2009 года Давид Брас подписал контракт на четыре с половиной года с греческим грандом «Панатинаикос» на бесплатной основе, после того как он заявил о нарушениях со своим контрактом с «Палмейрасом».

## Титулы и достижения
- Чемпион штата Сан-Паулу (3): 2008, 2015, 2016
- Чемпион штата Рио-де-Жанейро (1): 2011
- Чемпион штата Риу-Гранди-ду-Сул (1): 2020
- Чемпион штата Баия (1): 2013
- Чемпион Бразилии (1): 2009
- Вице-чемпион Бразилии (1): 2016
- Финалист Кубка Бразилии (1): 2015
- Обладатель Рекопы (1): 2012 (не играл)